# John Jairo Palacios
John Jairo Palacios (Tumaco, Nariño, Colombia; 28 de noviembre de 1988) es un futbolista colombiano. Juega de delantero y actualmente juega en Deportivo Malacateco de la Liga Nacional de Guatemala

## Trayectoria
Se formó en las divisiones menores de club brasileño Grêmio de Porto Alegre fue goleador del equipo b de gremio con 13 goles también. Ganó. Los torneos gaucho b los años 2006. 2007.  Y el torneo copa FGF profesional Además. Ganó el torneo angelo docena en Italia categoría sud 20 con gremio. En 2010 fue campeón del interior con sociedade esportiva y recreativa caxias do Sul. 

### Inti Gas
Luego de un paso irregular por Motagua de Honduras, llega al Inti gas para jugar el Campeonato Descentralizado 2012 y Copa Sudamericana 2012. En 30 partidos anotó 7 goles siendo una de las figuras del equipo.

## Clubes
| Club                | País                | Año                 | Partidos | Goles |
| ------------------- | ------------------- | ------------------- | -------- | ----- |
| Grêmio              | Brasil              | 2009                | 3        | 1     |
| Caxias              | Brasil              | 2010                | 8        | 2     |
| Arapiraquense       | Brasil              | 2010                | 1        | 0     |
| Caxias              | Brasil              | 2011                | 5        | 0     |
| Motagua             | Honduras            | 2011                | 4        | 0     |
| Inti Gas            | Perú                | 2012                | 32       | 7     |
| Deportivo Pasto     | Colombia            | 2013                | 6        | 0     |
| Deportivo Coopsol   | Perú                | 2013                | 8        | 2     |
| Alianza Universidad | Perú                | 2014                | 15       | 6     |
| Budapest Honvéd     | Hungría             | 2015                | 1        | 0     |
| Malacateco          | Guatemala           | 2016                | 11       | 2     |
| Atlético Socopó     | Venezuela           | 2017                | 6        | 0     |
| Metropolitanos      | Venezuela           | 2019 - Presente     | 0        | 0     |
| Total en su carrera | Total en su carrera | Total en su carrera | 100      | 20    |